# Flatanger
Flatanger è un comune norvegese della contea di Trøndelag. Centro amministrativo del comune è il villaggio di Lauvsnes, altri insediamenti del comune sono Jøssund, Hasvåg e Vik.

## Geografia
Il comune costiero è caratterizzato da fiordi, profonde vallate con piccoli laghi di origine glaciale e numerose (1084) isole, isolotti e scogli, le principali sono Kvernøya, Halmøya e Bjørøya. Sulla terraferma l'altitudine massima è raggiunta dal monte Beingårdsheia (613 m s.l.m.).

## Monumenti ed attrazioni
In corrispondenza della parte terminale del Namsfjords si trova una fortificazione della seconda guerra mondiale. Il comune ha due chiese nella località di Løvøy e Vik risalenti al 1871 e al 1873.

### Sito d'arrampicata

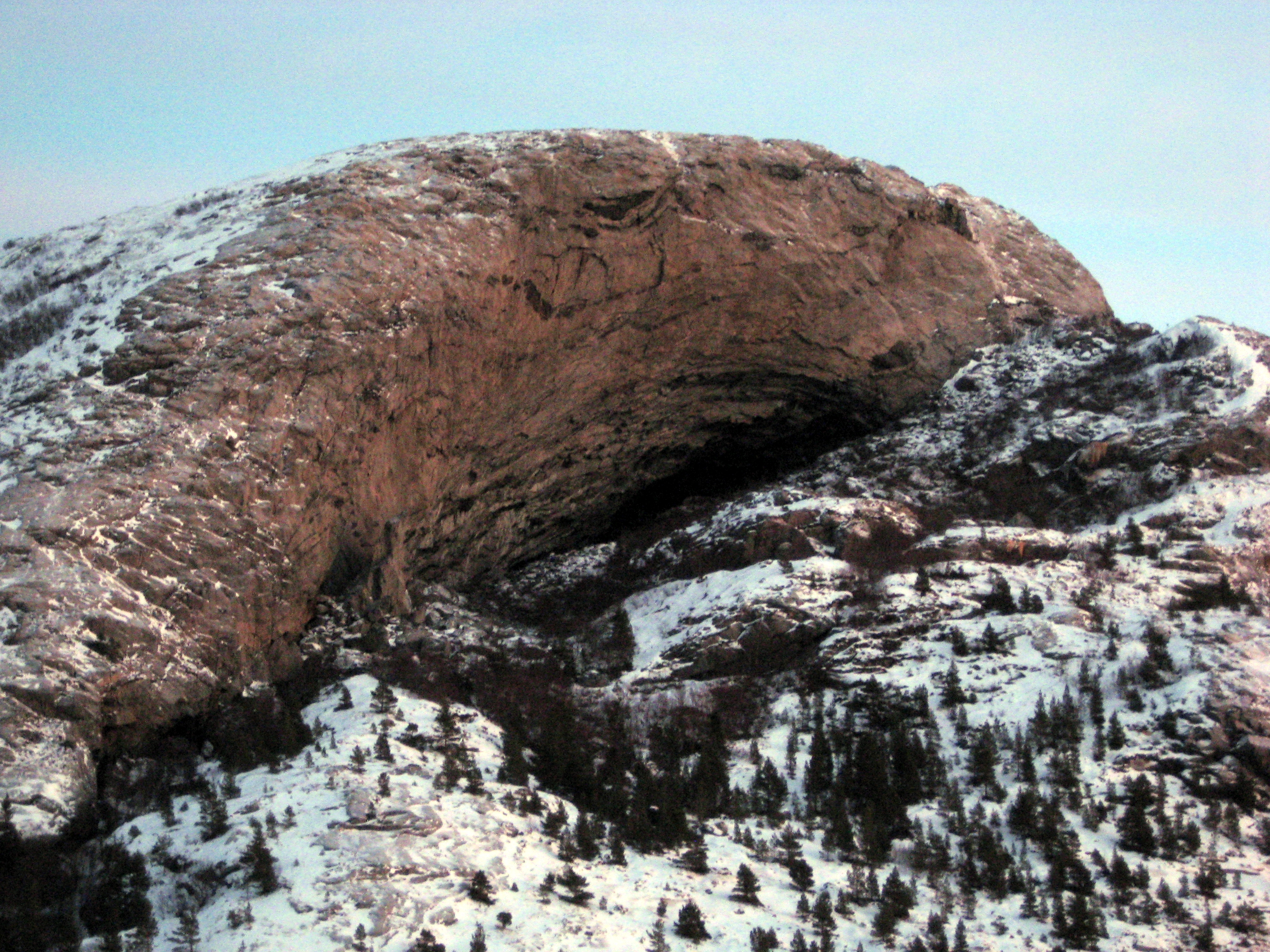
La caverna Hanshelleren dove si trova la via Change 9b+, aperta da Adam Ondra nel 2012

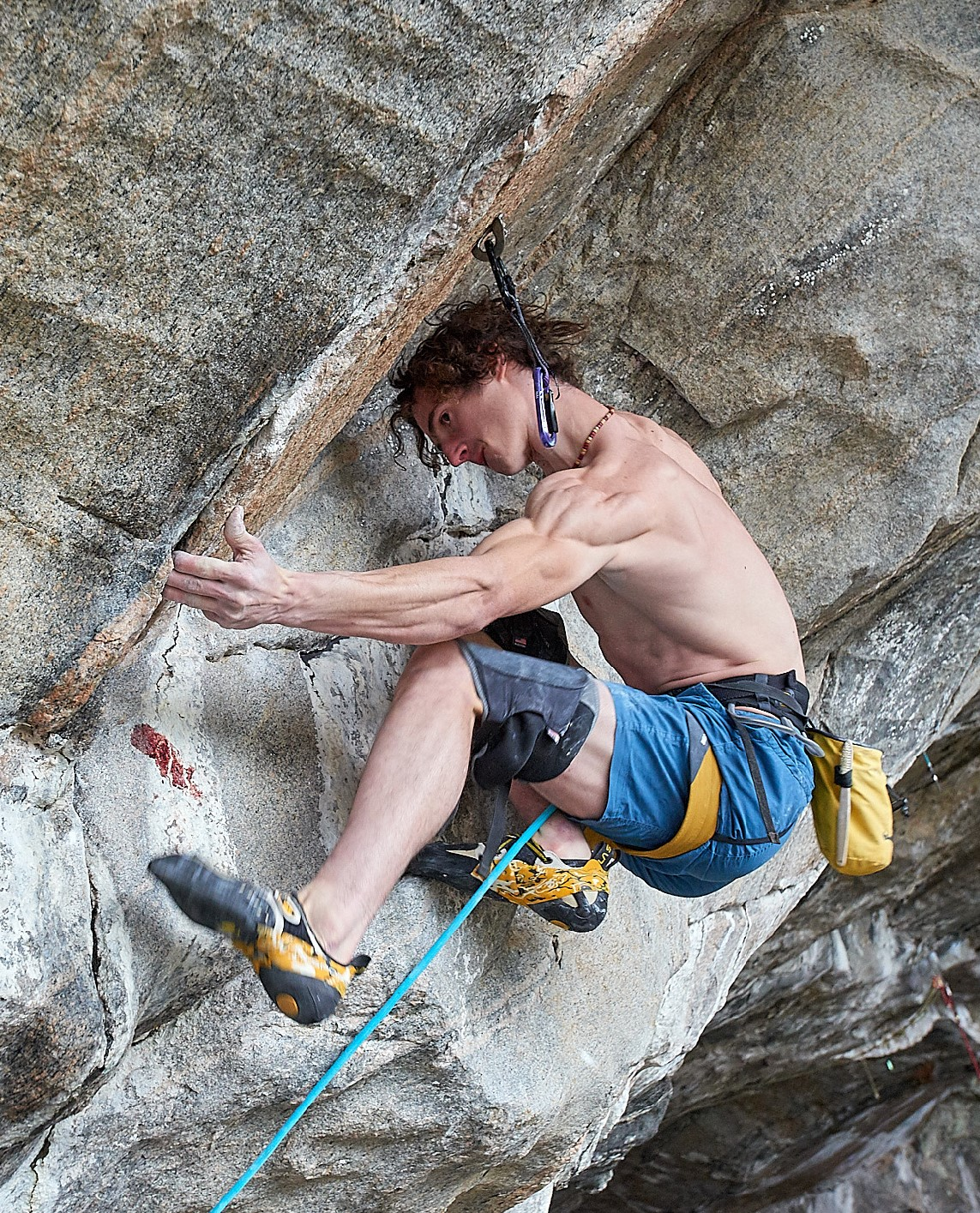
Adam Ondra mentre arrampica la via "Silence"

Il comune è diventato noto nella cronaca sportiva mondiale per via della caverna Hanshelleren che si trova nella zona. Il 4 ottobre 2012 l'arrampicatore Adam Ondra ha aperto in questa caverna la via Change che nel momento della prima ascensione era la via con il grado di difficoltà più alto mai raggiunto: 9b+/5.15c+. Il grado di difficoltà venne poi eguagliato dalla via La Dura Dura, situata a Oliana in Spagna, che è stata aperta da Adam Ondra e ripetuta poco dopo da Chris Sharma, che aveva chiodato la via, nel 2013.
Nell'estate del 2017 Adam Ondra scala la prima via di grado 9c al mondo, tracciata da lui stesso a Flatanger, chiamata Project Hard per via delle sue numerose difficoltà che la rendono il progetto più difficile mai realizzato fino a quel momento.
La via  "Project Hard" è stata poi ufficialmente rinominata Silence.